# Thesaurica argentifera
Thesaurica argentifera är en fjärilsart som beskrevs av George Francis Hampson 1913. Thesaurica argentifera ingår i släktet Thesaurica och familjen Crambidae. Inga underarter finns listade i Catalogue of Life.